# Puchar świata w rugby union mężczyzn
Puchar świata w rugby, mistrzostwa świata w rugby (ang. Rugby World Cup) – międzynarodowy turniej rugby union organizowany przez World Rugby, w którym biorą udział męskie reprezentacje narodowe. Pierwszy odbył się w 1987, na terenie Australii i Nowej Zelandii. Od tamtej pory kolejne zawody są rozgrywane co cztery lata.
Zwycięzcy otrzymują 38-centymetrowy pozłacany Puchar Williama Webba Ellisa, nazwany tak na pamiątkę ucznia szkoły w miejscowości Rugby, uważanego za twórcę gry. Na trofeum wygrawerowane są nazwy drużyn triumfujących w przeszłości. Najwięcej złotych medali na swoim koncie ma reprezentacja Południowej Afryki, która zwyciężała turniej czterokrotnie. Jest ona obecnym mistrzem świata po wygranej w odbywającym się we Francji turnieju w 2023.

## Zasady
W finałowej stawce pucharu świata rywalizuje 20 drużyn (od 1999). 12 miejsc jest zarezerwowanych dla najlepszych ekip poprzedniego turnieju plus ewentualnie dla gospodarza. Pozostałe miejsca obsadzają drużyny wyłonione w kontynentalnych eliminacjach. W eliminacjach do Pucharu Świata 2011 przewidziano następujący podział: 2 miejsca dla Europy, 2 dla Ameryki (razem Płn. i Płd.), po jednym dla Afryki, Azji i Oceanii. Ostatnie miejsce wyłonione zostanie w drodze interkontynentalnych baraży.
W finałowej rywalizacji dwadzieścia drużyn podzielonych jest na cztery grupy liczące po pięć drużyn. Po dwie najlepsze z każdej grupy awansują do ćwierćfinału. Dalej rozgrywki toczone są w systemie pucharowym, aż do finału. Pokonani z półfinałów spotykają się w meczu o trzecie miejsce.

## Historia

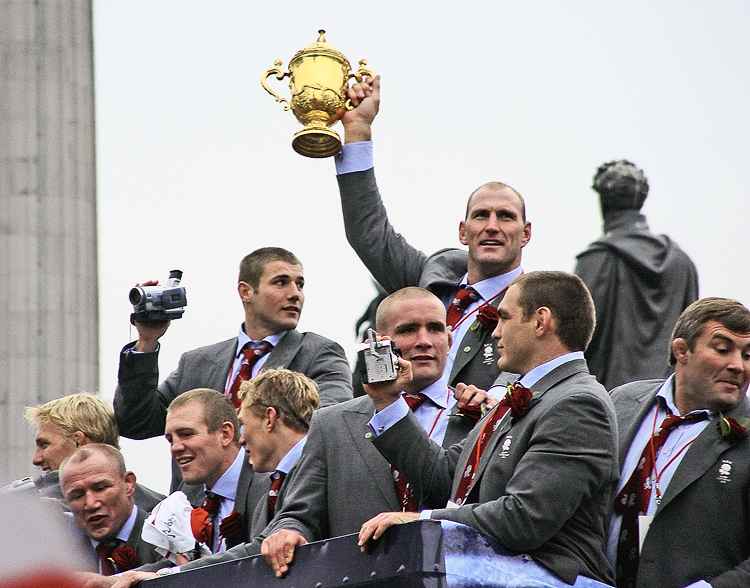
Anglicy triumfujący po zdobyciu Pucharu Świata w 2003

Zanim zdecydowano się na organizację Pucharu Świata, przez lata zawody w rugby odbywały się tylko na szczeblu regionalnym. Najstarszym i najważniejszym z takich turniejów jest Puchar Sześciu Narodów. Pierwsza edycja, z udziałem czterech drużyn: Anglii, Walii, Szkocji i Irlandii, odbyła się już w 1883 roku. W 1910 roku do rywalizacji dołączyła Francja, a w roku 2000 Włochy.
Rugby union było kilkakrotnie uwzględnione w programie Letnich Igrzysk Olimpijskich. Po raz pierwszy w Paryżu w 1900 roku. Ostatni raz rugby pojawiło się na igrzyskach w Paryżu w 1924 roku. Triumfowała wtedy reprezentacja Stanów Zjednoczonych.

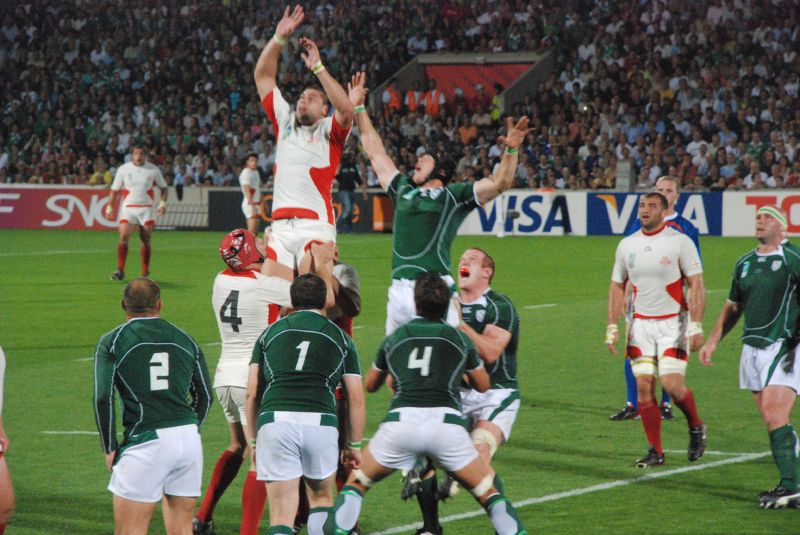
Mecz Irlandia–Gruzja w 2007

Po raz pierwszy idea rozegrania ogólnoświatowych zawodów w rugby pojawiła się w latach 50., jednak spotkała się ze sprzeciwem większości reprezentacji zrzeszonych w Międzynarodowej Federacji Rugby (IRFB). Po raz kolejny postanowiono zorganizować Puchar Świata w latach 80., tym razem udanie. Pierwszą edycję zorganizowały wspólnie Australia i Nowa Zelandia w 1987 roku. Spośród 16 uczestniczących reprezentacji najlepsza okazała się drużyna All Blacks, która pokonała na Eden Park w Auckland Francję 29:9 i została pierwszym triumfatorem Pucharu Świata.
W kwalifikacjach do Pucharu Świata w 1991 roku, organizowanego w Anglii wzięły udział 33 drużyny, w tym po raz pierwszy reprezentacja Polski. Ostatecznie w turnieju finałowym zagrało 16 ekip. Imprezę organizowała Anglia, ale mecze rozgrywano także na stadionach francuskich (m.in. Parc des Princes w Paryżu), w Cardiff, Edynburgu i Dublinie. W kolejnych latach częstą praktyką stawało się włączanie do grona stadionów:gospodarzy obiektów z miast spoza państw organizujących imprezę. Puchar Świata zdobyła Australia po finałowym triumfie 12:6 nad gospodarzami na Twickenham Stadium w Londynie w obecności 75 tys. widzów.
Puchar Świata w 1995 roku był imprezą wyjątkową. Organizacji podjęła się Południowa Afryka, która jeszcze żyła wydarzeniami związanymi z obaleniem apartheidu. Występ drużyny RPA we wcześniejszych edycjach Pucharu Świata była niemożliwa ze względu na wykluczenie federacji południowoafrykańskiej spowodowanej sytuacją polityczną w kraju. Sama impreza oraz fantastyczny występ Springboks okazała się czynnikiem przyśpieszającym zjednoczenie kraju. RPA zdobyło trofeum Williama Ellisa Webba po emocjonującym finale na stadionie w Johannesburgu, pokonując Nową Zelandię po dogrywce 15:12. Puchar wraz z kapitanem drużyny Francois Pienaarem odbierał Nelson Mandela.

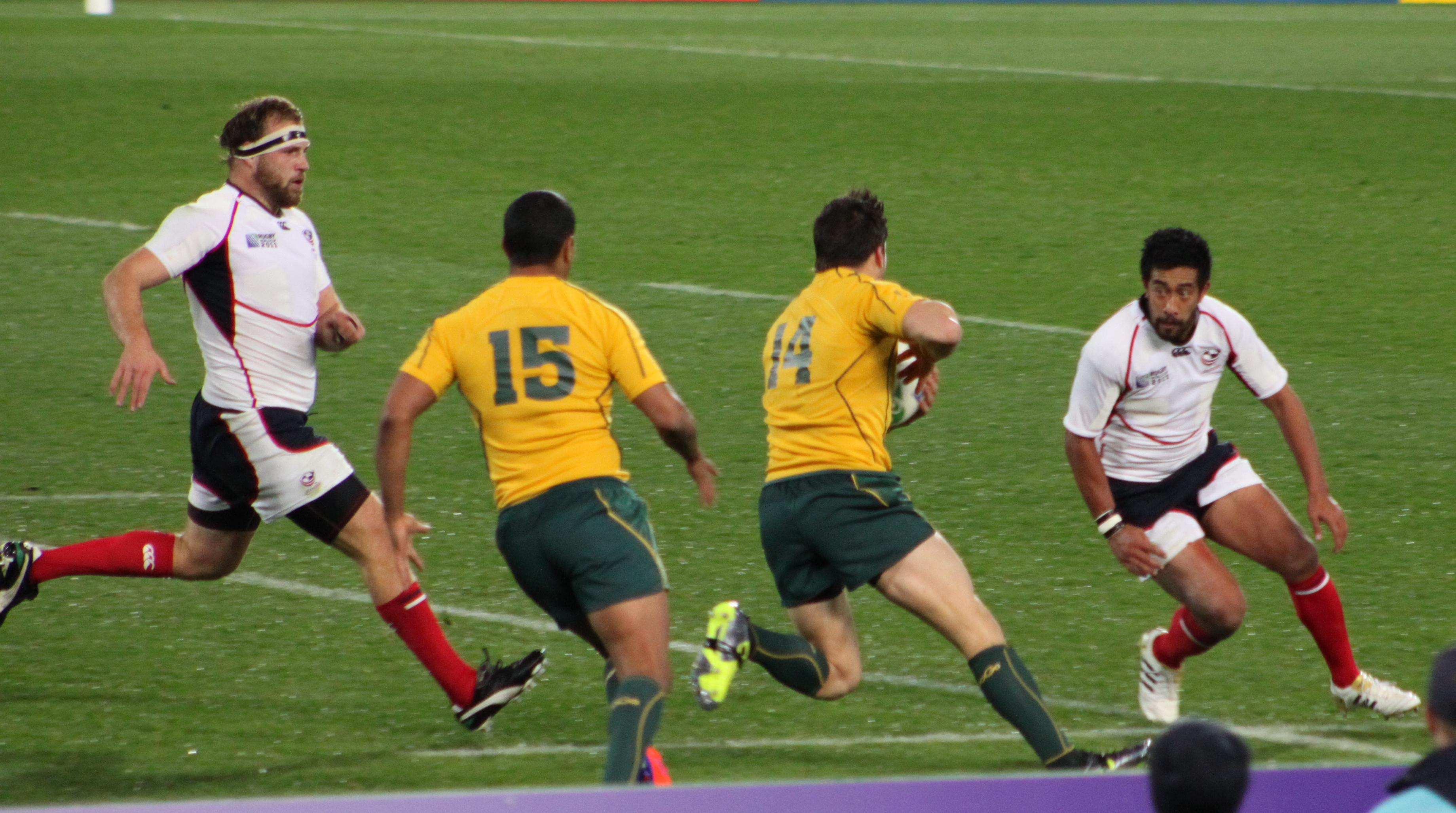
Mecz Australia–USA z 2011

W 1999 roku w Walii po raz pierwszy rywalizowało 20 drużyn podzielonych na 5 grup. Finał na Millennium Stadium w Cardiff stał się łupem triumfującej po raz drugi Australii. Wicemistrzem zostali Francuzi, Brąz zdobyli broniący tytułu rugbiści RPA.
Puchar Świata 2003 przyniósł pierwszy w historii triumf dla ojczyzny rugby – Anglii. Pokonali po dogrywce na Stadionie Olimpijskim w Sydney faworyzowanych gospodarzy i obrońców trofeum Australijczyków. Do zwycięstwa The Red and Whites poprowadził fenomenalny Jonny Wilkinson, odznaczony po powrocie do kraju Orderem Imperium Brytyjskiego.
Puchar Świata w 2007 roku we Francji był rekordowy. W eliminacjach wzięło najwięcej w historii 91 ekip. Na trybunach podczas 48 meczów zasiadło 2,263,223 widzów, co daje ponad 47 tys. widzów na każdym spotkaniu. Triumfowali po raz drugi w historii gracze RPA, po finałowej wiktorii nad Anglią na Stade de France. Pierwszy medal w historii wywalczyła reprezentacja Argentyny. Rozczarowanie przyniósł występ gospodarzy, którzy zajęli ostatecznie czwarte miejsce.

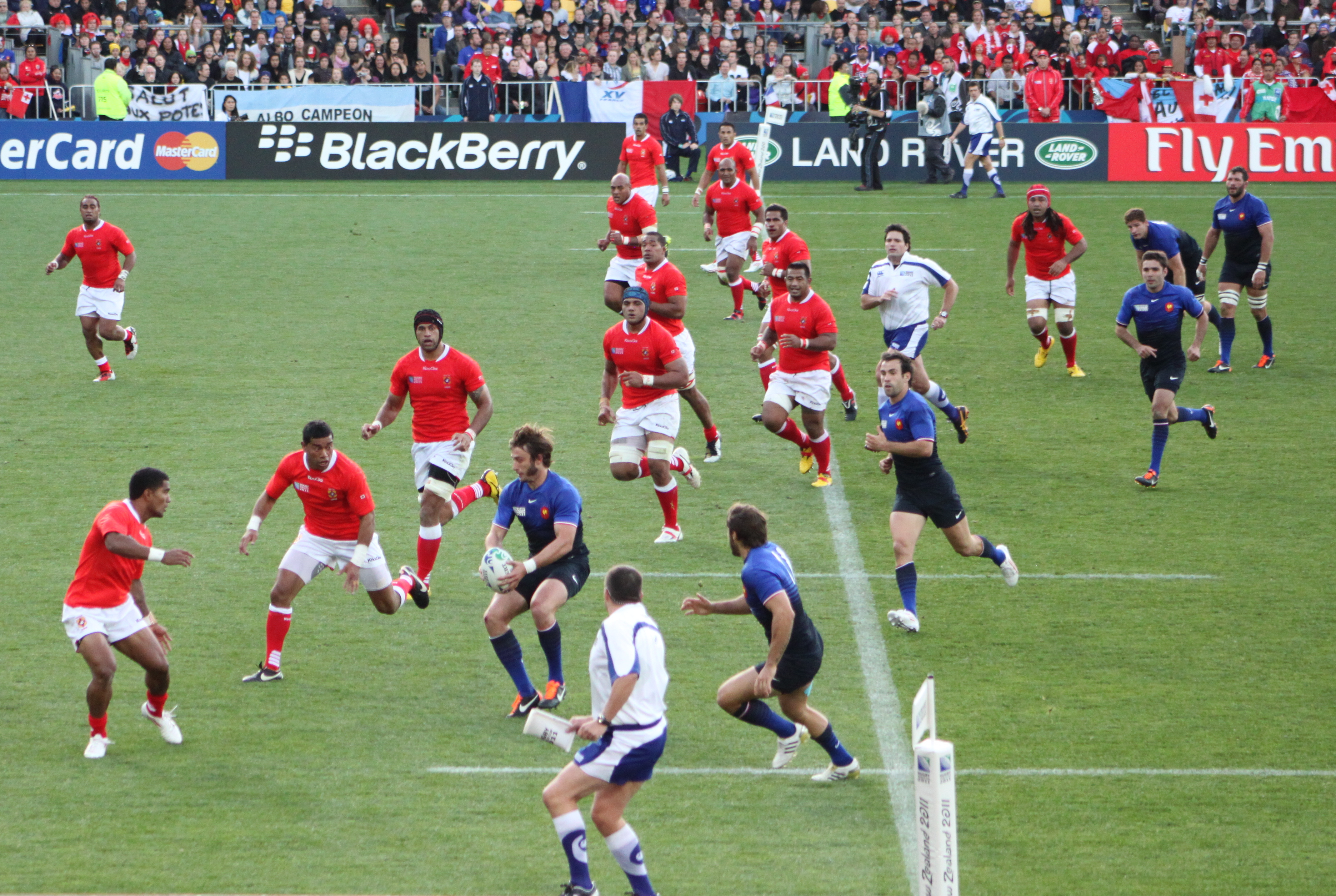
Mecz Francja–Tonga podczas Pucharu Świata 2011

W 2011 roku impreza po raz drugi zawitała w Nowej Zelandii i okazała się największym wydarzeniem sportowym w historii organizowanym przez ten kraj. Mecze rozgrywano na dziesięciu stadionach w dziewięciu miastach. Początkowo planowano przeprowadzić rozgrywki w dziesięciu miastach, ale z powodu trzęsienia ziemi, które w lutym 2011 zniszczyło Christchurch, zdecydowano się zrezygnować z podejmowania meczów Pucharu Świata w tym mieście. Podczas meczów fazy grupowej doszło do kilku niespodzianek, m.in. Australia przegrała z Irlandią, a reprezentacja Tonga pokonała Francję. Mimo to główni faworyci zameldowali się w komplecie w ćwierćfinale. Na tym etapie z turniejem pożegnali się wszyscy medaliści poprzedniej edycji Pucharu: broniąca tytułu RPA, a także Anglia i Argentyna. Pary półfinałowe utworzyły drużyny Francji i Walii (9:8) oraz odwieczni rywale z Antypodów Australia i Nowa Zelandia (6:20). W finale na Eden Park w Auckland spotkali się, podobnie jak podczas pierwszej edycji Pucharu, Francuzi z All Blacks. Po wyrównanym spotkaniu gospodarze, prowadzeni przez Grahama Henry`ego, zwyciężyli 8:7 i po raz drugi w historii triumfowali.

## Wyniki
| Rok                                  | Organizator             | T |           | Finał             | Finał       | Finał         |       | Mecz o 3 miejsce  | Mecz o 3 miejsce | Mecz o 3 miejsce |  | Uwagi     |
| Rok                                  | Organizator             | T | Zwycięzca | Wynik             | Finalista   | III miejsce   | Wynik | IV miejsce        |                  |                  |  | Uwagi     |
| Puchar świata w rugby union mężczyzn |                         |   |           |                   |             |               |       |                   |                  |                  |  |           |
| 1987                                 | Australia Nowa Zelandia | 1 |           | Nowa Zelandia     | 29:9        | Francja       |       | Walia             | 22:21            | Australia        |  | 16 drużyn |
| 1991                                 | Anglia                  | 1 |           | Australia         | 12:6        | Anglia        |       | Nowa Zelandia     | 13:6             | Szkocja          |  | 16 drużyn |
| 1995                                 | Południowa Afryka       | 1 |           | Południowa Afryka | 15:12 dogr. | Nowa Zelandia |       | Francja           | 19:9             | Anglia           |  | 16 drużyn |
| 1999                                 | Walia                   | 2 |           | Australia         | 35:12       | Francja       |       | Południowa Afryka | 22:18            | Nowa Zelandia    |  | 20 drużyn |
| 2003                                 | Australia               | 1 |           | Anglia            | 20:17 dogr. | Australia     |       | Nowa Zelandia     | 40:13            | Francja          |  | 20 drużyn |
| 2007                                 | Francja                 | 2 |           | Południowa Afryka | 15:6        | Anglia        |       | Argentyna         | 34:10            | Francja          |  | 20 drużyn |
| 2011                                 | Nowa Zelandia           | 2 |           | Nowa Zelandia     | 8:7         | Francja       |       | Australia         | 21:18            | Walia            |  | 20 drużyn |
| 2015                                 | Anglia                  | 3 |           | Nowa Zelandia     | 34:17       | Australia     |       | Południowa Afryka | 24:13            | Argentyna        |  | 20 drużyn |
| 2019                                 | Japonia                 | 3 |           | Południowa Afryka | 32:12       | Anglia        |       | Nowa Zelandia     | 40:17            | Walia            |  | 20 drużyn |
| 2023                                 | Francja                 | 4 |           | Południowa Afryka | 12:11       | Nowa Zelandia |       | Anglia            | 26:23            | Argentyna        |  | 20 drużyn |

## Klasyfikacja medalowa
W dotychczasowej historii Pucharu świata na podium oficjalnie stawało w sumie 7 drużyn. Liderem klasyfikacji jest Nowa Zelandia, która zdobyła złote medale mistrzostw 3 razy.
Stan po Puchar Świata w Rugby 2023.
| Lp. | Reprezentacja | Miejsca na podium    | Miejsca na podium    | Miejsca na podium          |   |                |
| --- | ------------- | -------------------- | -------------------- | -------------------------- | - | -------------- |
| Lp. | Reprezentacja | 1.                   | Południowa Afryka    | 4 (1995, 2007, 2019, 2023) | – | 2 (1999, 2015) |
| 2.  | Nowa Zelandia | 3 (1987, 2011, 2015) | 2 (1995, 2023)       | 3 (1991, 2003, 2019)       |   |                |
| 3.  | Australia     | 2 (1991, 1999)       | 2 (2003, 2015)       | 1 (2011)                   |   |                |
| 4.  | Anglia        | 1 (2003)             | 3 (1991, 2007, 2019) | 1 (2023)                   |   |                |
| 5.  | Francja       | –                    | 3 (1987, 1999, 2011) | 1 (1995)                   |   |                |
| 6.  | Walia         | –                    | –                    | 1 (1987)                   |   |                |
| 7.  | Argentyna     | –                    | –                    | 1 (2007)                   |   |                |

## Starty poszczególnych reprezentacji (1987-2019)

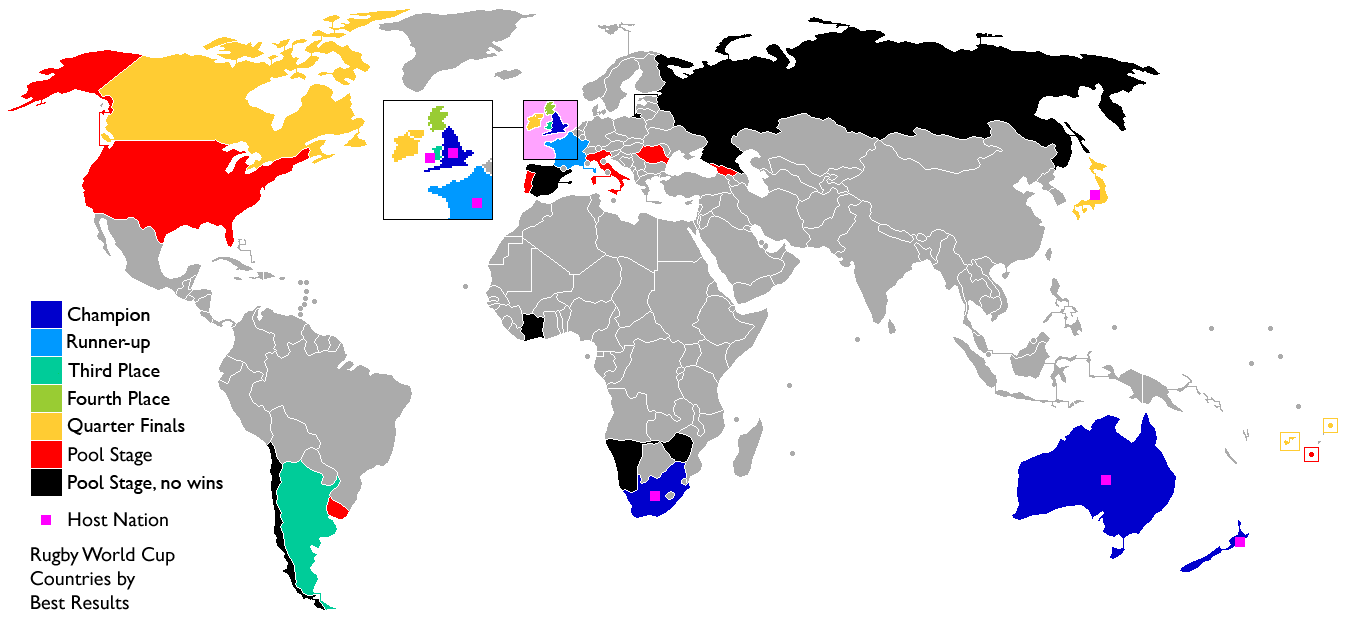
Uczestnicy i ich najlepsze wyniki

- 9 występów (wszystkie turnieje)
  -  Anglia
  -  Argentyna
  -  Australia
  -  Francja
  -  Irlandia
  -  Japonia
  -  Nowa Zelandia
  -  Szkocja
  -  Walia
  -  Włochy

- 8 występów
  -  Kanada
  -  Fidżi
  -  Rumunia
  -  Samoa
  -  Stany Zjednoczone
  -  Tonga

- 7 występów
  -  Południowa Afryka

- 6 występów
  -  Namibia

- 5 występów
  -  Gruzja

- 4 występy
  -  Urugwaj

- 2 występy
  -  Zimbabwe
  -  Rosja

- 1 występ
  -  Hiszpania
  -  Portugalia
  -  Wybrzeże Kości Słoniowej